# Stanislaw Raissowitsch Galimow
Stanislaw Raissowitsch Galimow (russisch Станислав Раисович Галимов; * 12. Februar 1988 in Tscheljabinsk, Russische SFSR) ist ein russischer Eishockeytorwart, der zuletzt bei Dinamo Riga aus der Kontinentalen Hockey-Liga (KHL) unter Vertrag stand.

## Karriere
Stanislaw Galimow begann seine Karriere als Eishockeyspieler in der Jugend des HK Traktor Tscheljabinsk, für dessen zweite Mannschaft er von 2003 bis 2006 in der drittklassigen Perwaja Liga aktiv war. Anschließend spielte der Torwart zwei Jahre lang für Neftjanik Almetjewsk in der zweiten russischen Liga. Im Sommer 2008 wechselte er zu Ak Bars Kasan in die neu gegründete Kontinentalen Hockey-Liga, mit denen er in der Saison 2008/09 erstmals Russischer Meister wurde.
Nachdem Ak Bars Kasan in der Folge vor allem auf finnische Torhüter gesetzt hatte, wechselte Galimow im Juni 2012 zu Atlant Moskowskaja Oblast, während Kasan deren Torhüter Konstantin Barulin verpflichtete. Bei Atlant war Galimow in den folgenden zwei Jahren Stammtorhüter und überzeugte vor allem in der regulären Saison mit hervorragenden statistischen Werten. Im Mai 2014 wechselte Galimow gegen eine Ablösesumme von 100 Millionen Rubel zum HK ZSKA Moskau und gehörte in der Saison 2014/15 zu den statistisch besten Torhütern der KHL. Daher wurde er für das KHL All-Star Game 2015 nominiert und als Torwart des Monats September 2014 ausgezeichnet. Während der folgenden Saison wurde er gegen die Transferrechte an Kirill Petrow an Ak Bars Kasan abgegeben.
Beim AK Bars Kasan war er in der Saison 2016/17 zweiter Torhüter hinter Emil Garipow und wurde in 24 Spielen eingesetzt. Im Mai 2017 wurde er dann von Torpedo Nischni Nowgorod verpflichtet und absolvierte dort zwei Spielzeiten. Zwei Jahre später, im Mai 2019, wurde er zusammen mit zwei weiteren Torpedo-Spielern vom HK Metallurg Magnitogorsk verpflichtet, für den er neun KHL-Partien absolvierte. Ende November 2019 wurde er auf die Waiverliste gesetzt und wenige Tage später bei seinem Jugendverein Traktor Tscheljabinsk verpflichtet.
Ab August 2020 spielte Galimow bei Dinamo Riga und absolvierte 16 KHL-Partien für den Klub aus Lettland.

### International
Für Russland nahm Galimow an der U18-Junioren-Weltmeisterschaft 2006 sowie der U20-Junioren-Weltmeisterschaft 2008 teil.

## Erfolge und Auszeichnungen
| - 2008 KHL-Rookie des Monats November - 2009 Gagarin-Pokal-Gewinn und Russischer Meister mit Ak Bars Kasan - 2010 Gagarin-Pokal-Gewinn und Russischer Meister mit Ak Bars Kasan - 2013 Beste Fangquote (94,3 %) der KHL-Hauptrunde | - 2014 KHL-Torwart des Monats September - 2015 Teilnahme am KHL All-Star Game - 2017 KHL-Torwart des Monats September |

### International
- 2008 Bronzemedaille bei der U20-Junioren-Weltmeisterschaft